# Shi Dakai
Shi Dakai (1 de març de 1831 - 25 juny de 1863; xinès simplificat: 石达开; xinès tradicional: 石達開; pinyin: shi Dákāi), nascut a Guigang, Guangxi, va ser un dels líders més aclamats en la Rebel·lió dels Taiping, conegut per la seva gentilesa cap a la població civil.
Finalment va ser capturat per l'exèrcit xiang el 13 de juny de 1863 i torturat fins a la mort per la mort dels mil talls. Shi va al·legar que sempre havia estat preparat per morir. Dos mil dels seus soldats van ser també executats. Els seus enemics van registrar que no es va immutar ni cridar de dolor durant l'execució.